# Скаффолдинг
Скаффолдинг («scaffolding»; в перекладі з англ. «будівельні риштування») — метод метапрограмування для створення вебзастосунків, які взаємодіють з базою даних.
Цей метод підтримується деякими MVC-фреймворками, такими, як Grails, Yii, Ruby on Rails, Django, CodeIgniter (вилучено в версії 2.0.0), CakePHP, Symfony, ASP.NET MVC (з версії 3). Також у середовищі Node.js доступний Yeoman.
Розробник в них задає специфікації, за якими надалі генерується програмний код для операцій створення певних записів у БД, їх читання, оновлення і вилучення (CRUD).